# NGC 5725
NGC 5725 (другие обозначения — UGC 9466, MCG 0-37-25, ZWG 19.80, IRAS14384+0224, PGC 52456) — галактика в созвездии Дева.
Этот объект входит в число перечисленных в оригинальной редакции «Нового общего каталога».